# Muhammad Ibrahim asz-Szar
Muhammad Ibrahim asz-Szar (ur. 1950?) – syryjski wojskowy i polityk, minister spraw wewnętrznych Syrii od 2011.

## Życiorys
Pochodzi z rodziny sunnickiej. Od 1971 służy w Siłach Zbrojnych Syrii. Żonaty, jest ojcem pięciorga dzieci.
Kierował policją wojskową w Aleppo, był również dyrektorem więzienia Sidnijja. W latach po syryjskiej interwencji w Libanie w czasie wojny domowej był wysokiej rangi urzędnikiem wywiadu na terenie Libanu.
Po wybuchu powstania wymierzonego w autorytarne rządy prezydenta Baszszara al-Asada, w kwietniu objął resort spraw wewnętrznych w rządzie Adila Safara. Brał udział w tłumieniu wystąpień przeciwko al-Asadowi, za co w maju 2011 Unia Europejska nałożyła na niego sankcje w związku z udziałem w tłumieniu powstania przeciwko al-Asadowi.
Fałszywe informacje o jego śmierci podawała w 2011 syryjska opozycja.
W styczniu 2012, po wybuchu samochodu-pułapki w Damaszku, asz-Szar zapowiedział, iż rząd "żelazną pięścią" odpowie każdemu, kto wystąpi przeciwko bezpieczeństwu kraju.
Został ranny w zamachu na budynek służby bezpieczeństwa w Damaszku (początkowo podawano informacje o jego śmierci). W ataku tym zginął wiceminister obrony Asif Szaukat, były minister obrony Hasan Turkumani oraz kierujący Biurem Bezpieczeństwa Narodowego Regionalnego Kierownictwa Partii Baas Hiszam Ichtijar. Do ataku przyznała się Liwa al-Islam, jedno z walczących przeciwko al-Asadowi ugrupowań radykalnie muzułmańskich.
W grudniu 2012 asz-Szar został ponownie ranny w czasie bitwy o Damaszek, gdy zamachowiec samobójca wysadził swój samochód w sąsiedztwie ministerstwa spraw wewnętrznych, i wyjechał na leczenie do Bejrutu. Natychmiast po jego przyjeździe politycy o antysyryjskiej orientacji w polityce zagranicznej, Muhammad Kabbara i Dżamal Dżarra, zażądali jego aresztowania. Następnie prawnik Tarik Szanbab zapowiedział oskarżenie go o ludobójstwo i prowadzenie czystek etnicznych. W związku z tym 26 grudnia 2012 asz-Szar wyjechał z Libanu.